# Synapsis roslihashimi
Synapsis roslihashimi là một loài bọ cánh cứng trong họ Bọ hung (Scarabaeidae).